# Ols jesionowy
Ols jesionowy (OIJ) – typ siedliskowy lasu, występujący na niżu. Spotykany jest na siedliskach żyznych, bagiennych, z ruchomą wodą gruntową (bardzo płytką lub płytką) o odczynie obojętnym lub zasadowym. Poziom wody gruntowej na olsie jesionowym jest bardzo wysoki. Mogą na nim okresowo występować podtopienia. Ols jesionowy stanowi często przejście do lasu wilgotnego. Charakteryzuje się silnym zwarciem oraz zmieszaniem jednostkowym i kępowym. Wyróżniają się w nim grupy i małe drzewostany jesionowe.
Gleby, na jakich występuje ols jesionowy, to: gleby mułowo-glejowe, murszowo-glejowe oraz mułowo-murszowe z mullem murszowatym. Gleby wytworzone są z murszów lub torfów niskich, znajdujących się na piaskach rzecznych i madach lub glinach oraz iłach, zwykle marglistych.
Gatunki główne siedliska to jesion I bonitacji i olsza czarna I bonitacji. Jako gatunki domieszkowe rosną: wiąz i brzoza omszona. W podszycie występują: kruszyna, leszczyna, bez czarny, porzeczka czarna, czeremcha.
Runo leśne na olsie jesionowym jest bardzo rozwinięte. Czasami tworzy piętra (podobnie jak w wilgotnym lesie łęgowym). Częste są rośliny pnące, jak chmiel i bluszczyk kurdybanek. Wysokie turzyce, typowe dla olsów, są rzadko spotykane. Prawie wcale nie występują mchy. Runo zielne jest wysokie i bujne. Elementem przewodnim jest w nim pokrzywa. Na olsie jesionowym nie ma kęp korzeniowych, dlatego roślinność nie przybiera kępkowej struktury charakterystycznej dla olsu. Warstwa krzewiasta olsu jesionowego jest silnie rozwinięta. Występuje w niej chmiel, pnący się po pniach i gałęziach drzew.
Gatunki runa różnicujące ols jesionowy od olsu:
- Humulus lupulus – chmiel zwyczajny
- Chrysosplenium alternifolium – śledziennica skrętolistna
- Valeriana officinalis – kozłek lekarski

Gatunki runa różnicujące ols jesionowy i olsu od lasu świeżego:
- Filipendula ulmaria – wiązówka błotna
- Solanum dulcamara – psianka słodkogórz
- Caltha palustris – knieć błotna
- Cirsium oleraceum – ostrożeń warzywny
- Scutellaria galericulata – tarczyca pospolita
- Lycopus europaeus – karbieniec pospolity
- Cardamine amara – rzeżucha gorzka

Gatunki częste:
- Urtica dioica – pokrzywa zwyczajna
- Stachys silvatica – czyściec leśny
- Impatiens noli-tangere – niecierpek pospolity
- Circaea lutetiana – czartawa pospolita
- Geum urbanum – kuklik pospolity
- Mercurialis perennis – szczyr trwały
- Festuca gigantea – kostrzewa olbrzymia
- Geranium robertianum – bodziszek cuchnący
- Glechoma hederacea – bluszczyk kurdybanek
- Galeobdolon luteum – gajowiec żółty